# 考爾斯基金會
考爾斯經濟學研究委員會（英語：Cowles Commission for Research in Economics），經濟學研究機構，由美國企業家與經濟學家，阿爾弗雷德·考爾斯，於1932年，在科羅拉多州斯普林斯創建。1939年，在Theodore O. Yntema擔任主席時，將所在地遷移至芝加哥大學中。1955年，考爾斯家族再度將它遷移到耶魯大學中，並改名為考爾斯基金會（英語：Cowles Foundation）。
考爾斯基金會的宗旨，在於推動以數學及統計學來進行經濟學研究。